# Mario Cappello
Mario Cappello (Genova, 13 gennaio 1895 – Genova, 30 giugno 1954) è stato un cantautore italiano.
È stato il maggiore cantore ligure della nostalgia, cesellatore di rime in lingua genovese.

## Biografia
Figlio di Antonio Cappello e di Teresa Grosso (vedova Boasi), probabilmente di lontana origine piemontese ma appassionata della canzone napoletana, nacque nel quartiere della Chêullia, in vicolo San Giovanni Battista, poco lontano dalla casa natale di Paganini.
Da piccolo amava giocare con le marionette. Di lui si dice che fosse esile, impacciato e timido. Rimasto orfano di padre ancora in tenera età, dovette lavorare per aiutare la famiglia. Poco più che bambino, di giorno svolgeva umili mansioni alla Banca Russa e successivamente frequentava le scuole serali. Era ancora adolescente quando iniziò a cantare, per gli abitanti del quartiere in cui era cresciuto, le canzoni napoletane imparate dalla madre.
Il suo primo vero vestito da adulto fu una divisa da fattorino di banca adattata dalla madre che provvide a sostituire i bottoni dorati all'abito.

### Debutto con Govi
Cappello iniziò la sua carriera teatrale vera e propria dopo aver ottenuto una scrittura nell'Accademia Filodrammatica Italiana di Gilberto Govi, celebre attore già affermato nel primo ventennio del XX secolo, che teneva i propri spettacoli all'allora Teatro Nazionale (poi Teatro Aliseo e quindi Teatro Sant'Agostino della Fondazione Luzzati - Teatro della Tosse, il secondo teatro cittadino dopo il Teatro Carlo Felice di Genova).
Non era neppure ventenne che continuava ad alternare il lavoro alle esibizioni artistiche, sia come attore sia come cantante, esibendosi in vari teatri di varietà e nei café chantant. Come artista alle prime armi aveva scelto uno pseudonimo: il nome di Mario Di Napoli.

### Prima guerra mondiale
Allo scoppiare della guerra, Cappello fu inviato al fronte e, dopo la disfatta di Caporetto, aggregato al 90º fanteria in Francia. Rimasto ferito, fu lasciato nelle retrovie. Ebbe modo così di partecipare agli spettacoli allestiti per i soldati.
Le sue esibizioni variavano dalla prosa al canto, anche lirico, ma sempre su palcoscenici di fortuna e, soprattutto, negli ospedali da campo. Ebbe però modo di dare rappresentazioni anche in teatri, come accadde ad esempio a Parigi e a Clermont-Ferrand.
Dopo la guerra, nel 1920, si sposò con Amelia Crema, da cui ebbe due figli: Bianca e Guido.

### LaFesta della canzone genovese
Nell'immagine: il Piano di Sant'Andrea, il colle al culmine dell'intrico di piazzette e caruggi è uno dei simboli di quella genovesità a cui Cappello ha dato voce con le sue canzoni
La fama di Cappello si consolidò solo qualche anno dopo, nel 1924, in occasione della Festa della canzone genovese. La manifestazione, ideata dallo scrittore Costanzo Carbone, si tenne per cinque sere dall'8 gennaio 1925 al Giardino d'Italia.
Il concorso canoro fu organizzato non tanto in virtù di una canzone genovese già esistente, quanto piuttosto per sfida: la redazione della rivista letteraria "La Superba", che aveva sede in salita Pollaiuoli, cercava di far nascere anche a Genova una canzone d'autore in lingua genovese, con l'intento di portare la città ligure al livello di altre importanti città come Napoli, Torino, Milano, Venezia, Firenze e Roma.
L'organizzazione chiamò come interpreti due tenori - Mario Cappello, appunto, e il napoletano Gennaro Comite, che lasciava trasparire l'accento  napoletano - e le cantanti Maria Veneziani, Tullia De Albertis e Liliana Doria.
Carbone, padrino della manifestazione, era l'autore della maggior parte dei testi presentati.

### Ma se ghe penso
...Veddo o mâ, veddo i mæ monti
e a ciassa da Nonsiâ,
riveddo o Righi e me s'astrenze o chêu,
veddo a lanterna, a cava, lazzû o mêu...

Riveddo a séia Zena illûminâ,
veddo là a Foxe e sento franze o mâ..

Il grande successo di Mario Cappello, Ma se ghe penso (Ma se ci penso), fu presentato pochi mesi dopo al Teatro Orfeo, insieme alle canzoni presentate alla Festa e ad altri nuovi brani, tra cui Tranvajetti da Doia (Tramway della Doria), di Carlo Otto Gugliemino, direttore della rivista "La Superba".
Si fecero venti repliche nelle quali cantarono Cappello e il soprano Luisa Rondolotti. La seconda parte delle serate al Teatro Orfeo iniziava abitualmente con Se ghe penso. Il titolo non aveva ancora la particella Ma iniziale, che non è chiaro in quale circostanza sia stata aggiunta.
L'accoglienza fu calorosa, e in breve la canzone di Margutti e Cappello divenne un inno d'amore e nostalgia per i genovesi, soprattutto negli anni in cui l'emigrazione in America Latina era molto forte.

### Cantore dei due mondi
La fama di Cappello crebbe rapidamente: il trentunenne Mario viaggiava cantando per tutta l'Italia. Lo notò Sergio Corsanego, rappresentante a Genova della casa discografica tedesca Parlophon. Cappello incise quindi alcuni 78 giri a Berlino, non destinati però al mercato italiano ma a quello dell'America Latina, dove più forte era la presenza di immigrati dall'Italia.
Ciò portò alla prima tournée nell'America Meridionale, avvenuta nel 1927. Cappello si imbarcò nel porto di Genova sul transatlantico Conte Verde accompagnato dall'attore, amico e impresario Attilio Castagneto, che l'anno prima aveva già portato a Buenos Aires, in Argentina, l'attore Gilberto Govi.
Il 30 luglio 1927 al Teatro Marconi di Buenos Aires, Cappello venne applaudito in maniera calorosissima. Cantò trentacinque brani in dialetto genovese e molti altri in quello napoletano; ma si esibì anche in lingua italiana e in lingua spagnola.
Rimase in Argentina quattro mesi, tenendo molte rappresentazioni in teatri, feste, cene e incontri ufficiali con connazionali; si esibì anche alla radio, presentando canzoni genovesi ma anche motivi di sapore patriottico.

### Legame con Genova
Cappello era molto legato alla sua città natale e partiva per i suoi viaggi attraverso l'Oceano Atlantico portando con sé vasetti di pesto e mazzi di basilico genovese utili a prepararlo fresco durante la navigazione.
Le sue canzoni esprimevano una vita semplice e umile, come nella Canson da Chêullia (Canzone di Chêuilla) in cui esclamava: Cöse son queste palanche, cöse servan a ûn vegetto se a so casa, meschinetto, forse o no-a veddiä mai ciû? (Cosa sono questi soldi, cosa servono a un vecchietto, se la sua casa, poverino, forse non vedrà mai più?).
Nel 1944, durante la seconda guerra mondiale, cantò coraggiosamente Zena sata in pë (Genova salta in piedi, Genova raddrizzati) di forte carattere anti-nazista.
Nel dopoguerra ebbe un nuovo grande periodo di popolarità quando la stazione radiofonica di Genova dell'EIAR scelse Ma se ghe penso come sigla di una popolare trasmissione: A Lanterna (La Lanterna, riferita appunto al faro di Genova).
Morì, cinquantanovenne, a Genova. La sua tomba si trova nel cimitero monumentale di Staglieno.